# 80 (getal)
80 (tachtig) is het natuurlijke getal volgend op 79 en voorafgaand aan 81.
De schrijfwijze 'tachtig' met voorgevoegde t vindt z'n oorzaak in een systeem waarvan de t een overblijfsel is van de aanduiding van 'tiental', dus tachtig is 'acht tientallen'. Ook de getallen zestig, zeventig en negentig hadden deze voorgevoegde t: tsestig, tseventig en tnegentig. Het is de reden dat zestig en zeventig met stemloze s uitgesproken worden.

## In de wiskunde
Tachtig is een Harshadgetal.

## Overig
80 is ook:
- Het jaar A.D. 80 en 1980.
  - De literaire beweging: de Tachtigers, was actief rond 1880.
- Het atoomnummer van het scheikundige element Kwik (Hg).
- De Beweging van Tachtig, ook Tachtigers.
- De roman Tachtig van Jaap Scholten.